# فوتبال سالنی

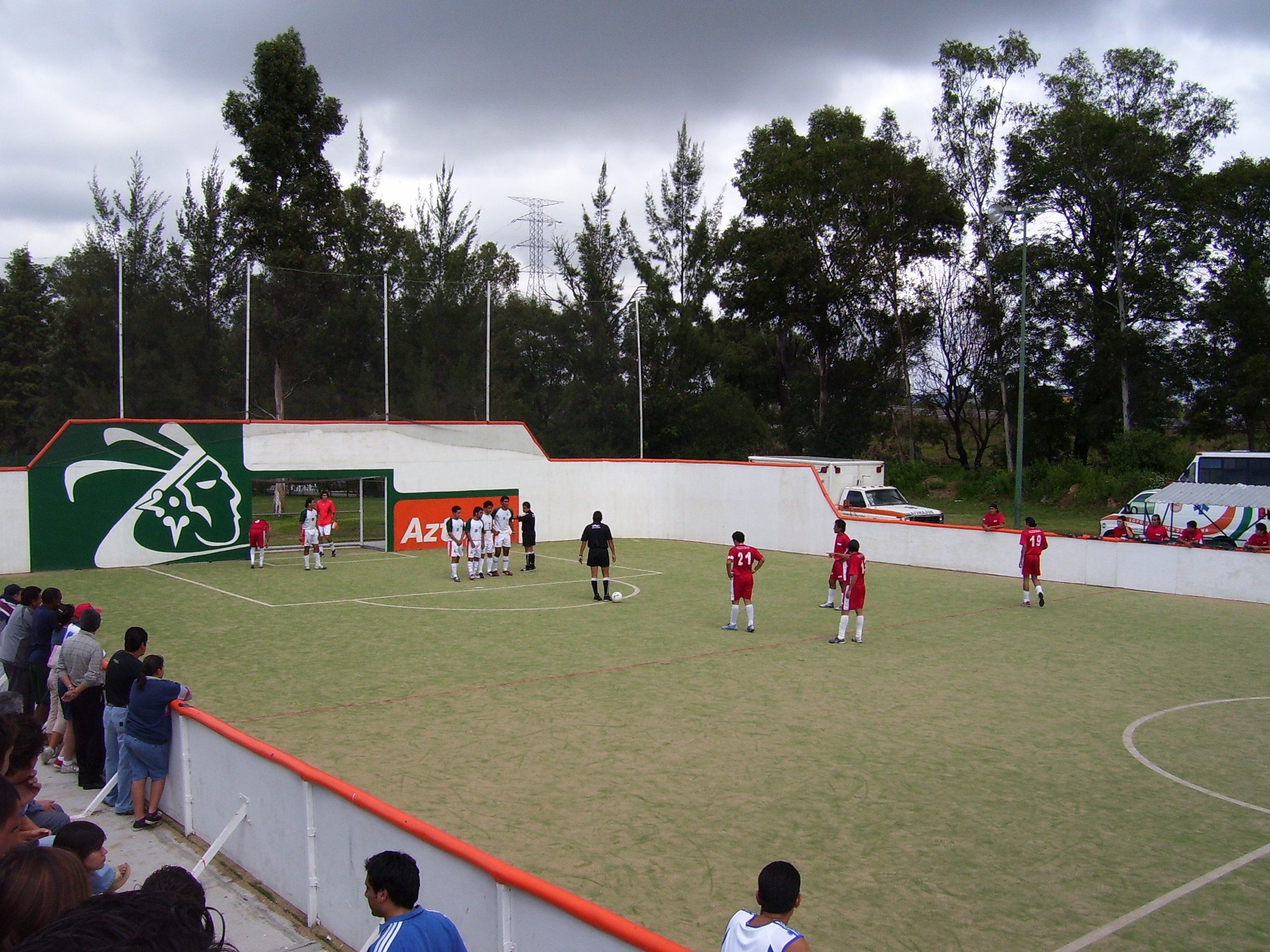
مسابقات فوتبال سالنی در مکزیک

فوتبال سالنی (به انگلیسی: Arena football) با فوتبال شش نفره که در زبان انگلیسی به آن six a side football گفته می‌شود تفاوت دارد. فوتبال سالنی گونه‌ای از فوتبال آمریکایی است که در سالن با تعداد نفرات کم‌تر و در زمینی کوچک‌تر از زمین چمن استاندارد فوتبال آمریکایی بازی می‌شود.